# Igreja Protestante de Esmirna
A Igreja Protestante de Esmirna (IPE) - em turco Izmir Protestan Kilisesi -  é uma igreja local, de orientação presbiteriana e reformada, fundada em 2001, por Fikret Böcek, um ex-muçulmano convertido ao Cristianismo, em Esmirna, Turquia.

## História
O Protestantismo chegou a Turquia no Século XVIII. A principal atividade das primeira organizações missionárias protestantes foi entre os grupos étnicos de maioria cristã do país, sobretudo armênios, gregos e assírios. Escolas e hospitais foram fundados e igrejas estabelecidas.
Em 2001, Fikret Böcek, um ex-muçulmano convertido ao Cristianismo, fundou uma nova igreja em Esmirna, Turquia chamada Igreja Protestante de Esmirna - em turco Izmir Protestan Kilisesi.

## Doutrina
A IPE subscreve a a Confissão de Fé de Westminster, Catecismo Maior de Westminster e Breve Catecismo de Westminster. É uma igreja de governo presbiteriano e orientação calvinista.

## Controvérsias
Em 2018, o pastor da igreja, Fikret Böcek, foi acusado de colaborar com o Partido dos Trabalhadores do Curdistão (PTC), o que foi negado por ele e pela igreja. O pastor foi associado nas denúncias ao pastor Andrew Craig Brunson, missionário americano, que atuou em Esmirna, acusado de colaborar com o PTC e auxiliar na tentativa de golpe de Estado na Turquia em 2016.
Desde 2018, dezenas de pastores prostestantes foram acusados de espionagem ou terrorismo na Turquia, o que as igrejas do país alegam ser uma campanha de perseguição religiosa direcionada a comunidade protestante do país.

## Relações inter-eclesiásticas
A igreja é membro da Fraternidade Reformada Mundial.